# シュワルツマン・スカラーズ

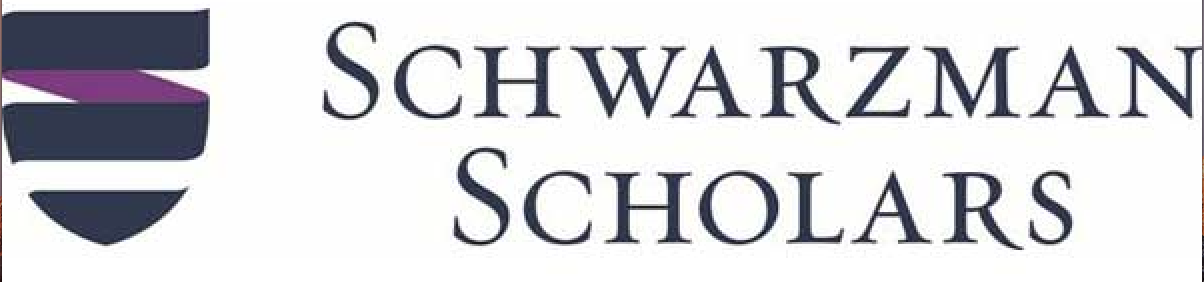
シュワルツマン・スカラーズ[https://www.schwarzmanscholars.org/ Website

シュワルツマン・スカラーズ (英語：Schwarzman Scholars、中国語: 苏世民学者）とは、米国最大手の投資ファンド・ブラックストーンの創業者であるスティーブン・シュワルツマン氏が約100億円の私費を投じ、2016年設立時点で各界からの300億円近い寄付金を加えて中国清華大学に設立した1年間の全額奨学制の国際関係学修士（Master's degree in Global Affairs）プログラムである。世界最古の奨学制度であるオックスフォード大学のローズ奨学制度をモデルに設計され、毎年世界中から選ばれた150人から200人の学生が清華大学内に建築されたシュワルツマン・カレッジ（英語：Schwarzman College、中国語：苏世民书院）に寄宿し、共同生活を行いつつ1年間学習生活を送る。

## 目的と歴史
プログラムは、中国及びその他地域との国際関係について理解を深めることで21世紀の地政学的情勢に対応できる将来のリーダーを育成することを目的としている。これは政治、ビジネス、科学等の分野を選ばず、将来のリーダーが成功するためには国際社会における中国の役割を理解している必要があるというシュワルツマン氏の考えに基づいている。また、50年間の間に1万人のスカラーを育成する計画で、各スカラーが卒業後の人生を通してシュワルツマン・スカラーズのネットワークを活用して世界平和と相互理解の推進を図ることを理想としている。
2016年に第一期生111名（応募者3,050名、通過率3.7%）が発表され、45%の学生が米国、20%が中国、35%が残りの地域からの出身者で構成されている。開校式典には中国から劉延東副総理、米国からはマックス・ボーカス米国大使、ケビン・ラッド元オーストラリア首相が参加したほか、習近平国家主席やバラク・オバマ大統領からは祝電が贈られた。
2020年時点では18歳以上28歳以下の若い学生を受け入れており、出身者のバックグラウンドや専門分野は問われない。第五期生は145名、世界108大学、41か国からの出身者で構成されており（応募者4,700名、通過率3.1%）、応募者は増加傾向にある。行く行くは毎年200名まで受け入れを拡大する。

## プログラム
カリキュラムは清華大学に加え、ハーバードやスタンフォード、エール大学等、世界中の名門大学から教授陣を招聘しているほか、各界で活躍している著名人を講師陣として招いている。講義は原則として英語が用いられることもあり、中国に居ながら欧米のスクールに性質が近いことも特徴の一つ。選考においては清華大学が中国出身の学生の選考に関わっており、米国その他の地域出身者は米国のフルブライト奨学金等の管理をしている米国国際教育研究所が選考に携わっている。
シュワルツマン・カレッジでは住居と一日三食の食事が提供されるほか、生活費用の給付金や国内研修旅行費等も奨学金にて負担される。

## アドバイザリー・ボード
プログラムの設計を行う上でアドバイザリー・ボードが組織されている。
・トニー・ブレア、元英国首相
・ニコラス・サルコジ、元フランス大統領
・ケビン・ラッド、元オーストラリア首相
・ブライアン・マルルーニー、元カナダ首相
・コンドレーザ・ライス、第66代米国国務長官
・コリン・パウエル、第65代米国国務長官
・ヘンリー・キッシンジャー、第56第国務長官
・楊振寧、物理学者・1957年ノーベル物理学賞
・ヘンリ―・ポールソン、第74代米国財務長官
・ロバート・ルービン、第70代米国財務長官
・董建華、初代香港行政長官
・ジェームズ・ウォルフェンソン、第九代世界銀行総裁
・ジョン・ソーントン、ブルッキングス研究所会長
・リチャード・ハス米国外交問題評議会会長
・リチャード・ブロッドヘッド、デューク大学総長
・リチャード・レビン、元エール大学総長
・ロバート・ダドリー、BPグループ最高経営責任者
・ヨーヨー・マー、チェリスト
・コリン・ルーカス、元オックスフォード大学副総長、元ローズトラスト管理者
このほか、アカデミック・アドバイザリー・カウンシルが組織されている。

## 基金
基金は2019年12月時点で600百万ドル（約650億円）を越え、中国における慈善事業の中では過去最大規模のものとなっている。
著名な寄付者としては世界最大規模のヘッジファンドであるブリッジウォーター・アソシエイツの創業者であるレイ・ダリオやソフトバンクの孫正義がパートナーに名を連ねるほか、British Petroleum、China Fortune Land Development、デルタ航空、ボーイング、シティグループ、バンク・オブ・アメリカ、ボッシュ、ペプシコ、ウォルト・ディズニー、フォルクスワーゲン、ブルームバーグ、ダウケミカル、JPモルガン・チェース、ジョンソン・エンド・ジョンソン、レノボ、モルガン・スタンレー、キャタピラー、クレディ・スイス、デロイト、アーンスト・アンド・ヤング、KPMG、ジーメンス、LG、シュナイダー、タタコンサルタンシーズ、ゼネラル・エレクトリック等がドナーとして名を連ねている。

## シュワルツマン・カレッジ
プログラムの校舎は著名な建築家ロバート・スターン氏により設計され、中国古来の学校である書院をイメージしたデザインに近代的な設備を備え、Architectural Digest（2017）において大学における新建築の世界ベスト9に選ばれた。アジアでは唯一のランクイン。また、米国LEEDの環境性能評価ではGOLDを取得している。

## 北京大学燕京学堂
シュワルツマン・スカラーズ同様のプログラムとして挙げられるのが北京大学内に設置されている全額奨学制の燕京学堂（Yenching Academy）というプログラムで、中国を理解し、世界に貢献する将来のグローバルリーダーを育てることを目的としている。